# Комето
Комето (др.-греч. Κομαιθώ) — имя нескольких персонажей древнегреческой мифологии и литературы:
- дочь царя телебоев Птерелая, предавшая отца из любви к Амфитриону[1];
- дочь Тидея, жена Эгиалея, мать Кианиппа[2];
- жрица Артемиды из Патр;
- жена речного бога Кинда[3].